# Indranie Chandarpal
Indranie Dhanraj, coniugata Chandarpal (Haslington, 1951), è un'attivista e politica guyanese.

## Biografia
Nata in una famiglia di origine indiana emigrata nell'allora Guyana britannica, fin da giovane fu iscritta al Partito Progressista del Popolo e sostenne l'indipendenza della Guyana dal dominio coloniale, venendo ferita dai lacrimogeni durante una manifestazione nel 1964.
Le sue molte attività e il suo impegno nel femminismo le fecero guadagnare le simpatie del capo del PPP Cheddi Jagan, che le finanziò gli studi all'estero. Rientrata in Guyana, lavorò dapprima come libraia presso la sede del PPP, divenendo poi coordinatrice dell'Organizzazione Progressista Femminile. Divenuta una delle figure in ascesa del PPP, entrò tra i bersagli dei seguaci del dittatore guyanese Forbes Burnham, che la sottoposero a vessazioni, arresti e aggressioni dopo le sue azioni di disturbo contro l'avversario Congresso Nazionale del Popolo.
Dopo il ritorno della democrazia in Guyana nel 1992, entrò a far parte del governo di Cheddi Jagan come ministro delle Risorse Umane e della Sicurezza Sociale, mantenendo la carica anche sotto i successori Sam Hinds, Janet Jagan e Bharrat Jagdeo. Nel 1996 riuscì a far approvare dal parlamento guyanese il Domestic Violence Bill per combattere la violenza domestica nel paese. Nel 2001 rassegnò le dimissioni per assumere l'incarico di presidente della Commissione Inter-Americana per le Donne, dopo esserne stata vice-presidente già dal 1999.